# Bẫy cấp 3
Bẫy cấp 3 là một bộ phim ly kỳ kinh dị Việt Nam của đạo diễn Việt kiều Lê Văn Kiệt - người từng làm phim kinh dị Ngôi nhà trong hẻm. Bẫy cấp 3 dự kiến công chiếu vào ngày 18 tháng 5 năm 2012. Tuy nhiên, phim đã bị cấm chiếu vì có quá nhiều cảnh bạo lực và tình dục.

## Nội dung
Phim xoay quanh câu chuyện một nam sinh trung học tên Minh và Hằng - người bạn gái sắp đi du học của anh ta. Một ngày nọ, khi thầy giáo thông báo rằng cả lớp sẽ đi du ngoạn ở Đà Lạt, Minh quyết định nhân cơ hội này trốn lớp để "đánh lẻ" với Hằng. Tuy nhiên, để giữ bí mật, họ phải cho người bạn thân nhất của Minh là Chấn và cô bạn gái tên Trang đi theo. Không ngờ cậu bạn Chuột - một học sinh lạ lùng, chuyên bị đám bạn trêu chọc, ăn hiếp - lại vô tình biết được ý đồ này. Thế là Minh và Hằng buộc phải kéo Chuột đi theo. Chuyến đi tưởng chừng rất thuận lợi, nhưng lại gặp nhiều chuyện kỳ lạ liên tiếp xảy ra. Những cái chết đầy bí ẩn, những vụ mất tích không một dấu vết… Và không ai ngờ rằng, đằng sau đó là một cái bẫy…

## Diễn viên
- Trương Nam Thành vai Minh
- Mi Minh vai Hằng
- Saetti Baggio vai Chấn
- Hoàng Oanh vai Trang
- Nguyễn Khắc Duy vai Chuột
- Nguyễn Thị Kiều Trinh vai Người mẹ
- Quách An An vai Mẹ kế
- Hồng Sáp vai Bà già